# Roth (Bavière)
Pour les articles homonymes, voir Roth.
Roth est une ville allemande de 24 972 habitants, située en Bavière, dans l'arrondissement de Roth et dans le district de Moyenne-Franconie.

## Événement sportif
- Challenge Roth : évènement sportif depuis 1988, triathlon très populaire en Allemagne, avec un record de 260 000 spectateurs en 2015, retransmis à la télévision. C'est aussi l'occasion pour le public allemand de venir encourager et féliciter leurs champions qui ont rapporté sept titres et treize podiums aux championnats du monde d'Ironman à Kailua-Kona entre 2014 et 2019 (Jan Frodeno (3 titres), Patrick Lange (2 titres), Sebastian Kienle (1 titre), Anne Haug (1 titre) et Andreas Raelert (3 deuxième places)).

## Histoire
| Appartenances historiques Burgraviat de Nuremberg 1200–1398 Principauté d'Ansbach 1398–1792 Royaume de Prusse 1792–1806 Royaume de Bavière 1806–1918 République de Weimar 1918–1933 Reich allemand 1933–1945 Allemagne occupée 1945–1949 Allemagne 1949–présent |

## Lieux et monuments
- Château de Ratibor (de).
- Église Notre-Dame (de), évangélique luthérienne.
- Ancien hôtel de ville (de).
- Église Notre-Dame-de-l'Assomption (de), catholique.